# Michael Dempsey
Pour les articles homonymes, voir Dempsey.
Michael Dempsey est un bassiste britannique (né le 29 novembre 1958 à Salisbury, Rhodésie). Il arrive en 1961 en Angleterre où il est scolarisé à la Notre Dame Middle School. Il y rencontre Robert Smith et Lol Tolhurst, avec qui il fonde le groupe The Cure, dont il fait partie de 1978 à 1979. Bassiste du groupe, il est également chanteur sur la chanson Foxy Lady (reprise de The Jimi Hendrix Experience qui figure sur l'album Three Imaginary Boys.
Après avoir quitté The Cure, il rejoint Associates, autre groupe produit par Chris Parry, avec qui il enregistre les albums Fourth Drawer Down (1981) et Sulk (1982). Il intègre ensuite The Lotus Eaters pour l'album No Sense of Sin (1984). Plus tard, installé dans les Sussex, il est arrangeur et producteur de musiques de films, de documentaires ou de dessins animés.
Au début des années 1990, il retrouve Lol Tolhurst au sein du groupe Presence, puis travaille de nouveau avec lui la décennie suivante en rejoignant Levinhurst.